# Schelwiw (Wolodymyr)
Schelwiw (ukrainisch Шельвів; russisch Шельвов Schelwow, polnisch Szelwów) ist ein ukrainisches Dorf in der Oblast Wolyn mit etwa 580 Einwohnern (2001).
Am 28. September 2017 wurde das Dorf ein Teil der neugegründeten Landgemeinde Saturzi, bis dahin bildete das Dorf zusammen mit den Dörfern Hranatiw (Гранатів), Sadiwski Dubyny (Садівські Дубини) und Wojnyn (Войнин) die gleichnamige Landratsgemeinde Schelwiw (Шельвівська сільська рада/Schelwiwska silska rada) im Osten des Rajons Lokatschi.
Am 17. Juli 2020 wurde der Ort Teil des Rajons Wolodymyr.

## Geschichte
Der Ort wurde 1577 zum ersten Mal schriftlich erwähnt. Er lag bis 1795 in der Adelsrepublik Polen in der Woiwodschaft Bełz, unmittelbar an der Grenze zur Woiwodschaft Wolhynien und kam danach zum Russischen Reich.
Im Ersten Weltkrieg lag der Ort unmittelbar an der österreichisch-russischen Front. Vor allem durch die Brussilow-Offensive wechselte der Ort mehrfach den Besitzer und es kam zu erheblichen Zerstörungen. In einem schweren Angriff am 20. September 1916 konnten die russischen Streitkräfte nördlich von Schelwiw beim Infanterie-Regiment Nr. 372 durchbrechen und den Ort einnehmen. Noch am gleichen Tag wurden sie jedoch durch Kräfte des Infanterie-Regiments Nr. 377, des 4. Lothringischen Infanterie-Regiments Nr. 136 und dem Reserve-Infanterie-Regiment Nr. 224 wieder zum Rückzug gezwungen. Am 30. Oktober 1916 kam es zu einem schweren Angriff auf das Dorf. und am 19. und 20. November 1916 kam es wiederum zu schweren Kämpfen um das Gut Szelwów und die Schanze Szelwów (der Ort wurde in zeitgenössischen deutschsprachigen Kriegsberichten unter dem in den Kriegskarten verzeichneten Namen „Szelwow“ genannt). Am 18. Februar 1917 wurde ein Grabenstück der 11. Infanterie-Division durch eine Minensprengung erschüttert. Im Abschnitt nördlich von Schelwiw überfielen des Öfteren Stoßtrupps der russischen Streitkräfte.

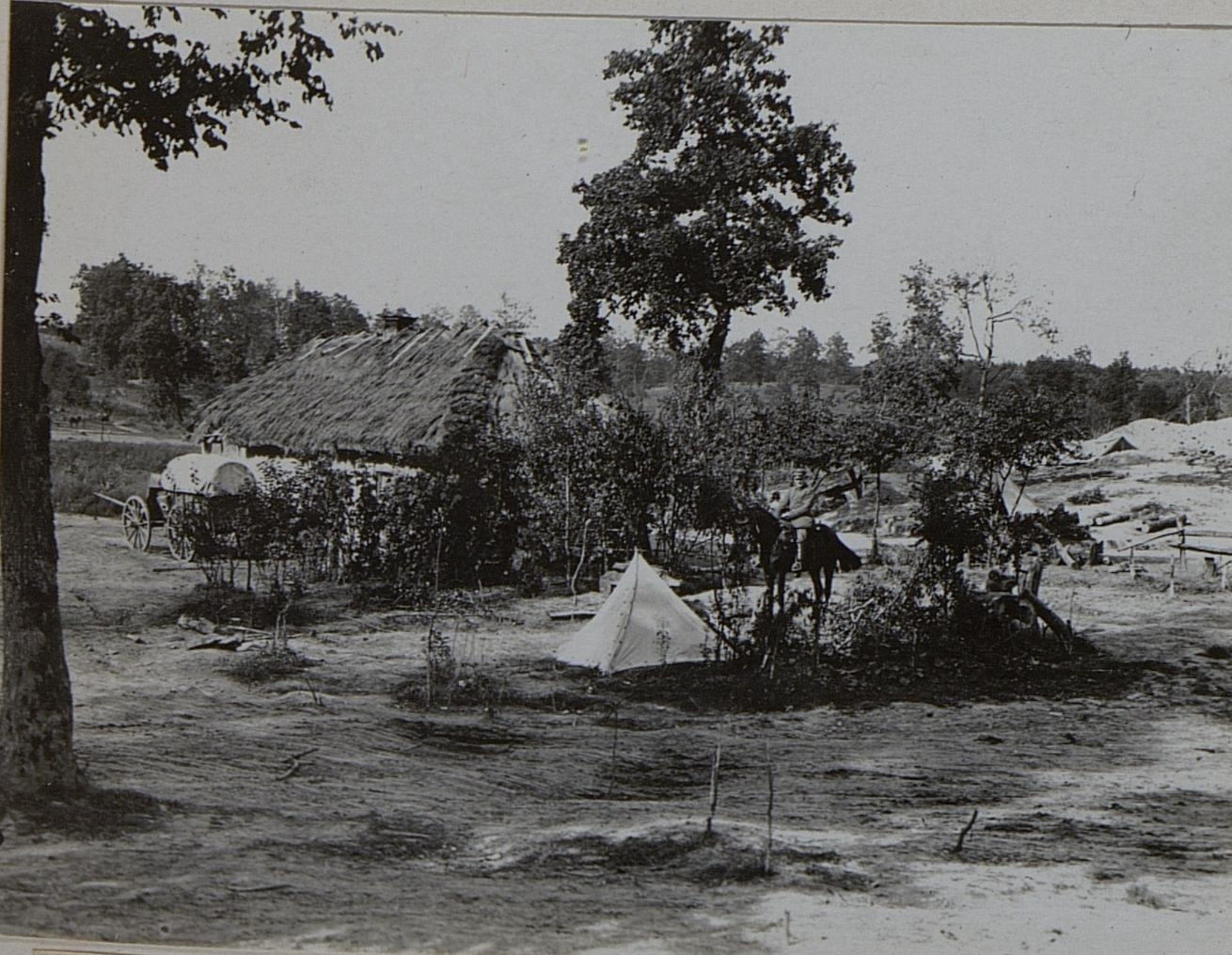
Bataillonshilfsplatz Landwehrinfanterieregimentes 24. in Szelwow

1918/1921 fiel es an Polen und bekam offiziell den polnischen Namen Szelwów. Dort kam es zur Woiwodschaft Wolhynien in den Powiat Horochów, Gmina Chorów. Infolge des Hitler-Stalin-Pakts besetzte die Sowjetunion das Gebiet. Nach dem deutschen Überfall auf die Sowjetunion im Juni 1941 war die Ortschaft bis 1944 unter deutscher Herrschaft (im Reichskommissariat Ukraine, Generalbezirk Wolhynien-Podolien, Kreisgebiet Gorochow) und kam nach dem Zweiten Weltkrieg wieder zur Sowjetunion, wo sie in die Ukrainische SSR eingegliedert wurde. Seit dem Zerfall der Sowjetunion 1991 gehört Schelwiw zur unabhängigen Ukraine.